# Lamar Thomas
Lamar Thomas (* Oktober 1975 in Pittsburgh, Pennsylvania), bekannt als Lamar, ist ein amerikanischer Rapper, dessen größter Hit die 1999er Single Shine (David’s Song) ist.

## Werdegang
Lamar Thomas lebte bis zu seinem 20. Lebensjahr in Pittsburgh. Der Sohn eines Pfarrers und einer Pastorin trat dort als Solist auf, war aber auch eine Zeit lang Rapper bei The Obvious. 1995 zog er nach Mannheim in Deutschland, wo er in Clubs auftrat und 1997 die HipHop Masters Germany gewann. Daraufhin erschien 1998 die bei Da Flava Squad produzierte Debütsingle Too Many Nights, die auf Platz 50 der deutschen Charts stieg.
Die Folgesingle Shine (David’s Song) basierte auf eine Komposition von Vladimir Cosma aus dem Jahr 1978, die als Titelmusik des ZDF-Vierteilers Die Abenteuer des David Balfour bekannt wurde und 1980 der erste Charthit der Kelly Family war. Gesangliche Unterstützung bekam Lamar bei dieser Produktion von Jemini. Das Lied stieg Anfang 1999 in die deutschen (Platz 12), die Schweizer (Platz 15) und die österreichischen Charts (Platz 30).
Auch die nächste Lamar-Single, Fly (The Lonely Shepherd), basierte auf einer Filmmusik. Der Originalsong Einsamer Hirte, geschrieben von James Last, begleitete den Sechsteiler Das Gold der Wüste (Golden Soak) und war 1977 ein Hit des Panflötisten Gheorghe Zamfir. Die neue Version erreichte Mitte 1999 immerhin noch Platz 27 in Deutschland und Platz 31 in der Schweiz. Weitere Hitparadennotierungen blieben Lamar verwehrt.

## Diskografie

### Alben
- 1999: Ghetto Life

### Singles
- 1998: Too Many Nights
- 1999: Shine (David’s Song) (feat. Jemini)
- 1999: Fly (The Lonely Shepherd)
- 1999: My Team Plays to Win